# Автомагістраль А1 (Хорватія)
Автомагістраль А1 (хорв. Autocesta A1) — шосе у Хорватії. Довжина шосе становить 553,7 км, проходить за маршрутом Загреб — Карловац — Задар — Спліт — Вргораць — Плоче. Планується продовження траси до Дубровника, після чого його загальна довжина складе 553,7 км.
Шосе A1 можна вважати головним шосе країни, оскільки воно сполучає два найбільших міста Хорватії, і цілий ряд інших великих міст, а також центральну Хорватію і Далмацію, перетинаючи всю країну. Це перше шосе, яке проходить через гористий район Ліка. Є платним.

## Опис
Від Загреба шосе прямує на південний захід на Карловаць. За Карловацем біля села Босилєво автобан розгалужується: на захід прямує шосе A6 на Рієку, а A1 повертає на південь. Поблизу узбережжя біля міста Задар магістраль повертає на південний схід і прямує уздовж Адріатичного узбережжя на деякій відстані від нього. Оператором ділянки Загреб—Босилєво є компанія «Autocesta Rijeka - Zagreb», решти траси — компанія «Hrvatske autoceste».
Шосе двосмугове в кожну сторону з узбіччям по всій довжині. На всьому протязі автомагістралі споруджені транспортні розв'язки, на 2010 рік їх 30.
Автомагістраль прямує горбистою місцевістю на півночі, гористою місцевістю у центральній частині, у горах поблизу узбережжя Адріатичного моря на півдні. Вона проходить біля меж національних парків Плитвицькі озера і Крка. Уздовж дороги розташовані численні місця для відпочинку (в 2010 році - 26).

## Елементи
| Інфраструктурні елементи по дільницях дороги | Інфраструктурні елементи по дільницях дороги | Інфраструктурні елементи по дільницях дороги | Інфраструктурні елементи по дільницях дороги | Інфраструктурні елементи по дільницях дороги | Інфраструктурні елементи по дільницях дороги | Інфраструктурні елементи по дільницях дороги | Інфраструктурні елементи по дільницях дороги | Інфраструктурні елементи по дільницях дороги |
| Дільниця                                     | Разом                                        | Мости                                        | Шляхопроводи                                 | Естакади                                     | Підземні переходи                            | Переходи                                     | Тунелі                                       | Проходи для тварин                           |
| -------------------------------------------- | -------------------------------------------- | -------------------------------------------- | -------------------------------------------- | -------------------------------------------- | -------------------------------------------- | -------------------------------------------- | -------------------------------------------- | -------------------------------------------- |
| Загреб — Босилєво                            | 55                                           | 3                                            | 9                                            | 13                                           | 13                                           | 16                                           | 1                                            | -                                            |
| Босилєво — Светий Рок                        | 116                                          | 16                                           | 17                                           | 38                                           | 29                                           | 3                                            | 5                                            | 4                                            |
| Светий Рок — Дугопольє (Спліт)               | 121                                          | 7                                            | 24                                           | 40                                           | 36                                           | 6                                            | 8                                            | 1                                            |
| Дугополье — Вргораць                         | 69                                           | 1                                            | 16                                           | 13                                           | 29                                           | -                                            | 8                                            | 2                                            |
| Вргораць — Плоче                             | 15                                           | -                                            | 7                                            | 2                                            | 2                                            | -                                            | 4                                            | -                                            |
| Разом                                        | 376                                          | 27                                           | 73                                           | 167                                          | 109                                          | 25                                           | 26                                           | 7                                            |

Найбільші тунелі на магістралі: Мала-Капела (5780 метрів, між центральною Хорватією і Лікою) і Светий Рок (5 679 метрів, між Лікою і Далмацією). Найбільші мости — міст над Доброю (546 метрів), Міст над Крка (391 метр) і Масленицький міст (378 метрів). Міст над Кркою і Масленицький міст примітні і своїми основними прольотами, у обох вони близько 200 метрів.

## Опис
| Назва                                            | Опис                                                   | Довжина | Фото                       |
| ------------------------------------------------ | ------------------------------------------------------ | ------- | -------------------------- |
| Дільниця Луцько - Ястребарсько L=19.955 м        |                                                        |         |                            |
| розв'язка Луцько (0 км)                          | початок автостради; Автостради: A3, E59, E65, E70, E71 | -       |                            |
| Демер'є (2 км)                                   | в'їзд виключно безготівковий                           |         |                            |
| Ступник (1,1 км)                                 | місце відпочинку                                       |         |                            |
| Розв'язка Доня Зденчина (14,25 км)               | відгалуження на автошлях 3106 до Доня Зденчина         |         |                            |
| Десинець (16,9 км)                               | місце відпочинку                                       | -       |                            |
| Дільниця Ястребарсько - Карловаць L=18.638 m     |                                                        |         |                            |
| Розв'язка Ястребарсько (20 км)                   | відгалуження на автошлях 310 до Ястребарсько           | -       |                            |
| місце відпочинку Драганич                        | місце відпочинку                                       | -       |                            |
| Міст через Купу                                  | міст                                                   | 181 m   |                            |
| Дільниця Карловаць - Новиград L=11.412 m         |                                                        |         |                            |
| Розв'язка Карловаць (38,6 км)                    | відгалуження на автошляхи D1, D3, D36 до Карловаць     | -       |                            |
| Віадук замку Дрежник                             | Віадук біля замку Дрежник 2.485 м                      | 2.485 м |                            |
| Віадук Велика Єлса                               | Віадук біля Велика Єлса                                | 188 м   |                            |
| Віадук Катушин                                   | Віадук біля Катушин                                    | 161 м   |                            |
| Тунель Святого Марка                             | тунель                                                 | 280 м   |                            |
| Міст над Доброю                                  | міст над Доброю                                        | 546 м   |                            |
| Віадук Добра                                     | віадук                                                 | 301 м   |                            |
| Дільниця Новиград - Босилєво 1 L=12.905 m        |                                                        |         |                            |
| Розв'язка Новиград (50 км)                       | Відгалуження на автошлях D6 до Новиград                | -       |                            |
| Вукова Гориця (56,8 км)                          | місце відпочинку                                       | -       |                            |
| Дільниця Босилєво 1 - Босилєво 2 L=3.855 m       |                                                        |         |                            |
| Розв'язка Босилєво 1 (62,9 км)                   | Відгалуження на автошлях D204 до Босилєво              | -       |                            |
| віадук Варош                                     | віадук                                                 | 402 м   |                            |
| Дільниця Босилєво 2 - Огулин L=20.018 m          |                                                        |         |                            |
| Розв'язка Босилєво 2 (66,8 км)                   | Відгалуження на автошлях A6, E65                       | -       |                            |
| міст над Доброю                                  | міст                                                   | 173 м   |                            |
| місце відпочинку Добра                           | місце відпочинку                                       | -       |                            |
| міст над Бистрицею                               | міст                                                   | 171 m   |                            |
| Дільниця Огулин - Бринє L=28.365 m               |                                                        |         |                            |
| Розв'язка Огулин (86,6 км)                       | Відгалуження на автошлях D42 до Огулин                 | -       |                            |
| віадук Крайне                                    | віадук                                                 | 356 m   | Файл:Viadukt Krajina.jpg   |
| міст над Міланицею                               | міст                                                   | 488 m   | Файл:Viadukt Miljanica.jpg |
| міст Бєлобрайдичі                                | міст                                                   | 293 m   |                            |
| віадук Модруш 1                                  | віадук                                                 | 545 m   |                            |
| віадук Модруш 2                                  | віадук                                                 | 253 m   |                            |
| віадук Модруш 3                                  | віадук                                                 | 172 m   |                            |
| місце відпочинку Модруш (100,6 км)               | місце відпочинку                                       | -       |                            |
| тунель Мала-Капела (105 км)                      | тунель                                                 | 5.801 m |                            |
| місце відпочинку Єзеране (109,2 км)              | місце відпочинку                                       | -       |                            |
| віадук Мокро Поле                                | віадук                                                 | 655 m   |                            |
| віадук Єзеране                                   | віадук                                                 | 665 m   |                            |
| Дільниця Бринє - Жута-Локва L=9.680 m            |                                                        |         |                            |
| Розв'язка Бринє (115,2 км)                       | Відгалуження на автошлях D23                           | -       |                            |
| віадук Зелений Міст                              | віадук                                                 | 150 m   |                            |
| віадук Боричі                                    | віадук                                                 | 496 m   |                            |
| місце відпочинку Бринє                           | місце відпочинку                                       | -       |                            |
| тунель Бринє                                     | тунель                                                 | 1.561 m |                            |
| Дільниця Жута-Локва - Оточаць L=9.680 m          |                                                        |         |                            |
| Розв'язка Жута-Локва (124,9 км)                  | Відгалуження на автошлях D23, E7 до Жута-Локва         | -       |                            |
| міст Бабич                                       | міст                                                   | 251 m   |                            |
| місце відпочинку Брлоцька Дубрава (134,1 км)     | місце відпочинку                                       | -       |                            |
| віадук Орешковичі                                | віадук                                                 | 339 m   |                            |
| Дільниця Оточаць - Перушич L=31.948 m            |                                                        |         |                            |
| Розв'язка Оточаць (137,8 км)                     | Відгалуження на автошлях D50 до Оточаць                | -       |                            |
| тунель Брезик                                    | Брезик                                                 | 398 m   |                            |
| Міст Гацка                                       | Міст                                                   | 466 m   |                            |
| віадук Обілє                                     | віадук                                                 | 251 m   |                            |
| віадук Вршці                                     | віадук                                                 | 337 m   |                            |
| тунель Пласина                                   | тунель                                                 | 2.300 m |                            |
| місце відпочинку Лицько-Леще (152,9 км)          | місце відпочинку                                       | -       |                            |
| віадук Печине                                    | віадук                                                 | 361 m   |                            |
| тунель Гріч                                      | тунель                                                 | 1.244 m |                            |
| місце відпочинку Янче (159,8 км)                 | місце відпочинку                                       | -       |                            |
| Дільниця Перушич - Госпич L=11.266 m             |                                                        |         |                            |
| Розв'язка Перушич (169,7 км)                     | відгалуження на автошлях 5155 до Перушич               | -       |                            |
| місце відпочинку Лицький Осик (175 км)           | місце відпочинку                                       | -       |                            |
| Дільниця Госпич - Горня Плоча L=22.971 m         |                                                        |         |                            |
| Розв'язка Госпич (181 км)                        | Відгалуження на автошлях D534 до Госпич                | -       |                            |
| віадук Вучяк                                     | віадук                                                 | 368     |                            |
| місце відпочинку Жадова (191,5 км)               | місце відпочинку                                       | -       |                            |
| місце відпочинку Зір (201,1 км)                  | місце відпочинку                                       | -       |                            |
| Дільниця Горня Плоча - Светий Рок L=5.651 m      |                                                        |         |                            |
| Розв'язка Горня Плоча (204 км)                   | Відгалуження на автошлях D522 до Горня Плоча           | -       |                            |
| Дільниця Светий Рок - Маслениця L=32.791 m       |                                                        |         |                            |
| Розв'язка Светий Рок (209,6 км)                  | Відгалуження на автошлях D522 до Светий Рок            | -       |                            |
| віадук Крапані                                   | віадук                                                 | 370 m   |                            |
| тунель Крапані                                   | тунель                                                 | 179 m   |                            |
| тунель Светий Рок                                | тунель                                                 | 5.727 m |                            |
| місце відпочинку Маруне (228 км)                 | місце відпочинку                                       | -       |                            |
| віадук Црна Драга                                | віадук                                                 | 301 m   |                            |
| тунель Леденик                                   | тунель                                                 | 760 m   |                            |
| тунель Бристоваць                                | тунель                                                 | 688 m   |                            |
| тунель Челінка                                   | тунель                                                 | 213 m   |                            |
| віадук Бристоваць                                | віадук                                                 | 208 m   |                            |
| місце відпочинку Ясениці (239,8 км)              | місце відпочинку                                       | -       |                            |
| віадук Рованська                                 | віадук                                                 | 258 m   |                            |
| Дільниця Маслениця - Поседар'є L=7.185 m         |                                                        |         |                            |
| Розв'язка Маслениця (242,4 км)                   | Відгалуження на автошлях D8 до Маслениця               | -       |                            |
| Масленицький міст                                | міст                                                   | 378 m   |                            |
| віадук Поседар'є                                 | віадук                                                 | 215 m   |                            |
| Дільниця Поседар'є - Задар 1 L=3.820 m           |                                                        |         |                            |
| Розв'язка Поседар'є (249,6 км)                   | Відгалуження на автошлях D106 до Поседар'є             | -       |                            |
| Дільниця Задар 1 - Задар 2 L=8.959 m             |                                                        |         |                            |
| Розв'язка Задар 1 (253,4 км)                     | Відгалуження на автошлях D8 до Задар                   | -       |                            |
| місце відпочинку Земуник-Горній                  | місце відпочинку                                       | -       |                            |
| Дільниця Задар 2 - Бенковаць L=16.295 m          |                                                        |         |                            |
| Розв'язка Задар 2 (262,4 км)                     | Відгалуження на автошлях D424 до Задар                 | -       |                            |
| місце відпочинку Надин (271 км)                  | місце відпочинку                                       | -       |                            |
| віадук Раштевич                                  | віадук                                                 | 161 m   |                            |
| міст Клічевиця                                   | міст                                                   | 222 m   |                            |
| Дільниця Бенковаць - Пироваць L=21.529 m         |                                                        |         |                            |
| Розв'язка Бенковаць (278,7 км)                   | Відгалуження на автошлях D27, D503 до Бенковаць        | -       |                            |
| місце відпочинку Пристег (292 км)                | місце відпочинку                                       | -       |                            |
| Дільниця Пироваць - Скрадин L=10.037 m           |                                                        |         |                            |
| Розв'язка Пироваць (300,2 км)                    | Відгалуження на автошлях D59, 6071 до Пироваць         | -       |                            |
| міст Гудуча                                      | міст                                                   | 251 m   |                            |
| місце відпочинку Проклян (306,6 км)              | місце відпочинку                                       | -       |                            |
| віадук Мокрице                                   | віадук                                                 | 341 m   |                            |
| Дільниця Скрадин - Шибеник L=8.982 m             |                                                        |         |                            |
| Розв'язка Скрадин (310,2 км)                     | Відгалуження на автошлях D56 до Скрадин                | -       |                            |
| Міст Крка                                        | міст                                                   | 391 m   |                            |
| місце відпочинку Крка (315 км)                   | місце відпочинку                                       | -       |                            |
| віадук Драга                                     | віадук                                                 | 315 m   |                            |
| Дільниця Шибеник - Врполє L=8.982 m              |                                                        |         |                            |
| Розв'язка Шибеник (319,2 км)                     | Відгалуження на автошлях D533 до Шибеник               | -       |                            |
| віадук Протеге                                   | віадук                                                 | 262 m   |                            |
| віадук Дубрава                                   | віадук                                                 | 179 m   |                            |
| міст Дабар                                       | міст                                                   | 350 m   |                            |
| місце відпочинку Врполє (332 км)                 | місце відпочинку                                       | -       |                            |
| Дільниця Врполє - Пргомет L=17.331 m             |                                                        |         |                            |
| Розв'язка Врполє (333,7 км)                      | Відгалуження на автошлях D531 до Врполє                | -       |                            |
| віадук Піштет                                    | віадук                                                 | 179 m   |                            |
| місце відпочинку Ситно (343,5 км)                | місце відпочинку                                       | -       |                            |
| тунель Дубрава                                   | тунель                                                 | 853 m   |                            |
| віадук Гарішта                                   | віадук                                                 | 399 m   |                            |
| віадук Любеч                                     | віадук                                                 | 214 m   |                            |
| віадук Кесича-Драга                              | віадук                                                 | 162 m   |                            |
| Пргомет - Вучевиця L=13.683 m                    |                                                        |         |                            |
| Розв'язка Пргомет (354,6 км)                     | відгалуження на автошлях 6112 до Пргомет               | -       |                            |
| віадук Гаїне                                     | віадук                                                 | 319 m   |                            |
| місце відпочинку Радошич (356,3 км)              | місце відпочинку                                       | -       |                            |
| віадук Беїчі                                     | віадук                                                 | 217 m   |                            |
| віадук Родіна-Главиця                            | віадук                                                 | 150 m   |                            |
| Дільниця Вучевиця - Дугополє L=13.648 m          |                                                        |         |                            |
| Розв'язка Вучевиця (368,3 км)                    | відгалуження на автошлях 67221 до Вучевиця             | -       |                            |
| місце відпочинку Козяк (369,6 км)                | місце відпочинку                                       | -       |                            |
| тунель Коньсько                                  | тунель                                                 | 1.198 m |                            |
| Дільниця Дугополє - Бисько L=11.647 m            |                                                        |         |                            |
| Розв'язка Дугополє (381,9 км)                    | відгалуження на автошлях D1, E71, 6260 до Дугополє     | -       |                            |
| тунель Заранач                                   | тунель                                                 | 375 m   |                            |
| віадук Біякуше                                   | віадук                                                 | 328 m   |                            |
| віадук Перичі                                    | віадук                                                 | 208 m   |                            |
| місце відпочинку Котленице                       | місце відпочинку                                       | -       |                            |
| тунель Бисько                                    | тунель                                                 | 520 m   |                            |
| віадук Булаті                                    | віадук                                                 | 148 m   |                            |
| Дільниця Бисько - Блато-на-Цетині L=18.235 m     |                                                        |         |                            |
| Розв'язка Бисько (393 км)                        | відгалуження на автошлях 220 до Бисько                 | -       |                            |
| тунель Рошца                                     | тунель                                                 | 150 m   |                            |
| тунель Конщиця                                   | тунель                                                 | 150 m   |                            |
| віадук Сріяне (Радовичі)                         | віадук                                                 | 504 m   |                            |
| тунель Вранковича ограда                         | тунель                                                 | 150 m   |                            |
| місце відпочинку Мосор                           | місце відпочинку                                       | -       |                            |
| тунель Црна брда                                 | тунель                                                 | 422 m   |                            |
| тунель Стражина                                  | тунель                                                 | 584 m   |                            |
| Дільниця Блато-на-Цетині - Шестановаць L=6.893 m |                                                        |         |                            |
| Розв'язка Блато-на-Цетині (411,2 км)             | відгалуження на автошлях D70 до Блато-на-Цетині        | -       |                            |
| місце відпочинку Цетина                          | місце відпочинку                                       | -       |                            |
| міст Цетина                                      | міст                                                   | 148 m   |                            |
| Дільниця Шестановаць - Равча L=40.000 m          |                                                        |         |                            |
| Розв'язка Шестановаць (418,1 км)                 | відгалуження на автошлях D39 до Шестановаць            | -       |                            |
| Розв'язка Загвозд (425 км)                       | відгалуження на автошлях 523 до Загвозд                | -       |                            |
| місце відпочинку Ращане-Горнє                    | місце відпочинку                                       | -       |                            |
| Дільниця Равча - Плоче L=21.000 m                |                                                        |         |                            |
| Розв'язка Равча (454,5 км)                       | відгалуження на автошлях D62, E65 до Равча             | -       |                            |
| тунель Умаць                                     | тунель                                                 | 440 m   |                            |
| віадук Црип                                      | віадук                                                 | 194 m   |                            |
| віадук Котези                                    | віадук                                                 | 1226 m  |                            |
| Розв'язка Вргораць (465,5 км)                    | відгалуження на автошлях 6208 до Вргораць              | -       |                            |
| тунель Шубір                                     | тунель                                                 | 825 m   |                            |
| Розв'язка Плоче (476,2 км)                       | відгалуження на автошлях D425 до Плоче                 | -       |                            |